# Synchrony Financial
Synchrony Financial est une société de crédit à la consommation basée à Stamford, dans l'État du Connecticut aux États-Unis. La société offre des produits de financement à la consommation, y compris des programmes de crédit, de cartes de fidélisation et des produits d'épargne par l'intermédiaire de Synchrony Bank, sa filiale.

## Histoire
L'histoire de Synchrony remonte à 1932. 
Avant son premier appel public à l'épargne de 2014, qui a permis de recueillir 2,88 milliards de dollars, Synchrony exploitait une filiale de GE Capital,. 
En mars 2017, Synchrony a acquis GP Shopper,.

## Opérations actuelles
Synchrony est le plus grand fournisseur de cartes de crédit de marque privée aux États-Unis. En 2014, la société comprenait 42 % du marché des cartes de crédit de marque privée. La société fournit des cartes de crédit pour des marques telles que Amazon, Cathay Pacific, CheapOair, OneTravel, Walmart, Lowe's, Guitar Center, Gap, BP, Ashley HomeStores, Discount Tire et P. C. Richard & Son. La carte de crédit CareCredit, également par l'intermédiaire de Synchrony Bank, concerne les services de santé, tels que les soins dentaires, vétérinaires, cosmétiques, de vision et d'audiologie.

## Accusations de pratiques trompeuses et arrêt de consentement CFPB
En juin 2014, Synchrony a accepté de payer 225 millions de dollars après avoir conclu un accord avec le Bureau américain de protection des consommateurs (CFPB). Le CFPB a allégué des « pratiques trompeuses et discriminatoires » concernant les cartes de crédit à la consommation de Synchrony.
Les pratiques que la CFPB affirment comme trompeuses, sont celles concernant, tout en fonctionnant comme GE Capital, les télévendeurs de Synchrony qui avaient vendu de nombreux services additionnels de carte de crédit, tels que des accords d'annulation de dette, aux consommateurs sans en aviser l'acheteur. Selon la CFPB, dans de nombreux cas, les consommateurs ignoraient qu'ils seraient facturés pour ces services.
En ce qui concerne les pratiques, que la CFPB a qualifié de « discriminatoire », il a été constaté que Synchrony avait fait une discrimination à l'égard des Latino-Américains en excluant de deux promotions différentes les clients qui avaient choisi de recevoir des communications en espagnol et des clients avec des adresses postales à Porto Rico. Les offres promotionnelles ont été offertes de 2009 à 2012 à des clients ayant des comptes en souffrance et leur ont permis de régler leur solde avec Synchrony Financial en payant un montant inférieur au solde impayé, sous certaines conditions. On ne sait pas pourquoi Synchrony a choisi de ne pas offrir cette promotion à ses clients hispanophones, mais la CFPB a constaté que cette pratique constituait une « discrimination […] sur la base de […] la race et la nationalité ».